# Anhydrobiose

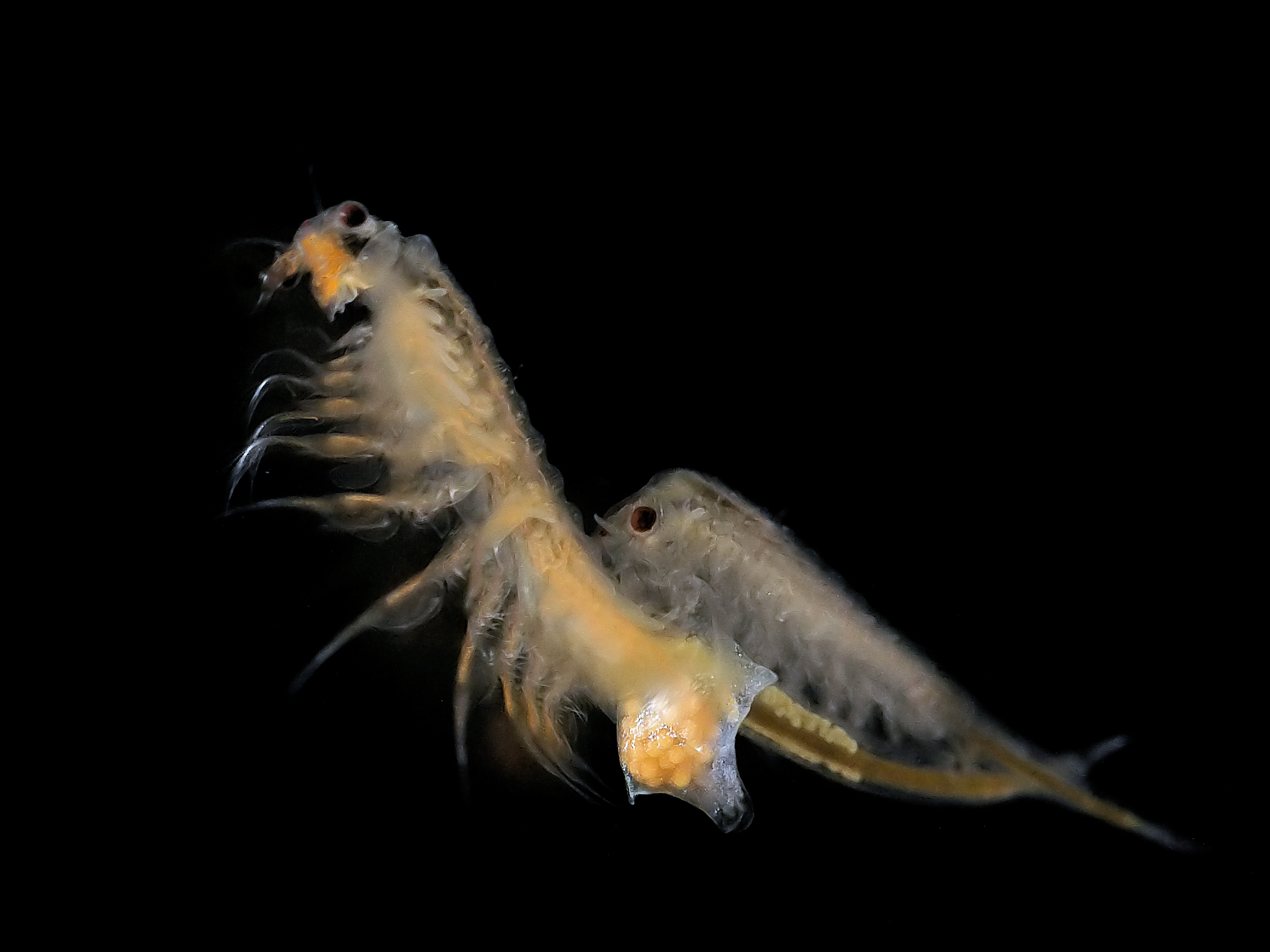
Pekelkreeftjes (Artemia salina)

Anhydrobiose, leven zonder water, is een overlevingsstrategie van organismen waarvan de habitat opdroogt door een gebrek aan neerslag. Bij anhydrobiose verliezen organismen vrijwel al het in hun weefsels aanwezige water. Hun stofwisseling valt daardoor stil en daarmee al hun levensfuncties: de uitgedroogde organismen komen in een soort slapende toestand terecht. Wetenschappelijk onderzoek laat zien dat anhydrobiotische organismen tientallen jaren kunnen overleven in uitgedroogde toestand.

## Anhydrobiose in het dierenrijk
Anhydrobiose komt in het dierenrijk voor bij de ongewervelden, bijvoorbeeld de Bdelloidea (uit de klasse raderdieren), de beerdiertjes (Tardigrada), de pekelkreeftjes (Artemia salina) en de  rondwormen (Nematoda). Door het verlies van hun lichaamsvocht verschrompelen ze, en bovendien maken ze trehalose aan, een disacharide dat voorkomt dat hun weefsels door de uitdroging beschadigd raken. Bij de Bdelloidea is een ander, nog niet opgehelderd mechanisme werkzaam, bij hen werd in uitgedroogde toestand geen trehalose aangetroffen.

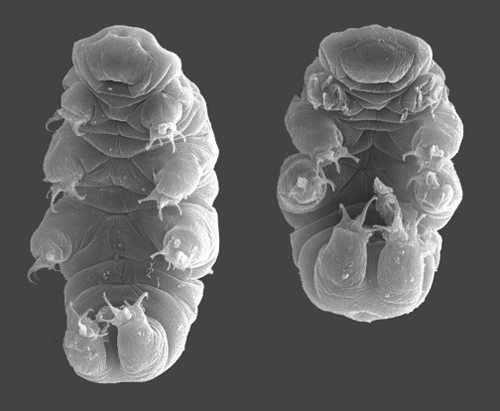
Beerdiertjes (Hypsibius dujardini)

## Anhydrobiose bij landplanten en schimmels
Ook bepaalde plantensoorten kunnen een droogteperiode doorstaan, zoals Craterostigma plantagineum en de varensoort Pleopeltis polypodioides. Deze plantensoorten vormen bij het uitdrogen het koolhydraat sucrose dat, net als trehalose bij dieren, weefselbeschadiging voorkomt. Plantenzaden van bijna alle plantensoorten zijn eveneens goed bestand tegen uitdroging, evenals bepaalde schimmels, zoals broodgist (Saccharomyces cerevisiae).

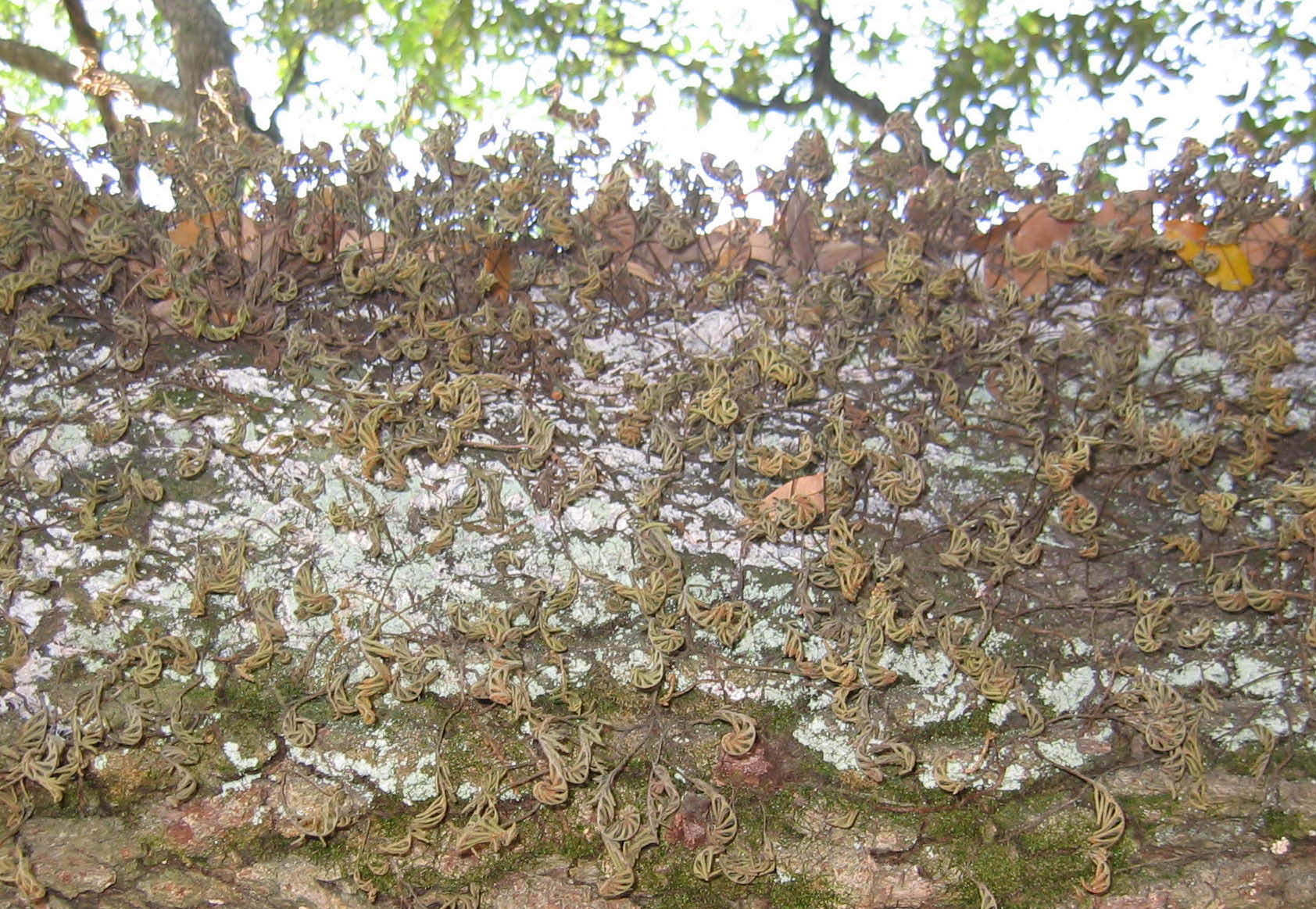
uitgedroogde toestand van de varensoort Pleopeltis polypodioides